# NGC 5189
NGC 5189は、はえ座にある惑星状星雲である。1826年7月1日にジェームズ・ダンロップが発見し、Δ252として星表に掲載した。長年の間、1960年代になっても、この星雲は、明るい輝線星雲であると考えられていた。そのスペクトルに基づき、NGC 5189を惑星状星雲と最初に記述したのは、1967年のカール・ゴードン・ヘンアイズであった。
望遠鏡で観測すると、この星雲は対称性を持ち、S字を含むように見え、棒渦巻銀河を想起させる。地球からは、約1780光年離れていると推定される。